# Mukhtar Ali
Mukhtar Abdullahi Ali (arabisch مختار علي; * 30. Oktober 1997 in Dschidda) ist ein saudi-arabisch-englischer Fußballspieler.

## Karriere

### Verein
Er begann seine Karriere in der Jugend von Leyton Orient, bis er in die von Chelsea wechselte, wo er bis zur U23 alle Mannschaften durchlief. Mit der U19 gewann er die UEFA Youth League der Saison 2015/16. Von Januar 2017 bis zum Ende der laufenden Saison wurde er zu Vitesse Arnheim verliehen und gewann den niederländischen Pokal. Zur Folgesaison wechselte er fest in die Niederlande. Nebst Einsätzen in deren U21 bestritt er 19 Spiele für die erste Mannschaft, eines davon in der Gruppenphase der Europa League gegen den OGC Nizza. Seit Anfang September 2019 spielt er in seinem Geburtsland bei al-Nasr, welche ihn für die Saison 2022/23 an al-Tai ausgeliehen haben.

### Nationalmannschaft
Sowohl in der U16 als auch der U17 hatte er einige Einsätze für englische Teams.
Am 7. Oktober 2017 hatte er seinen ersten Einsatz in der A-Nationalmannschaft von Saudi-Arabien. Bei dem 5:2-Freundschaftsspielsieg über Jamaika wurde er in der 65. Minute beim Stand von 4:1 für Salman al-Faraj eingewechselt.
Mit der U23 kam er bei der Asienmeisterschaft 2020 bis auf ein Spiel zum Einsatz, wobei seine Mannschaft im Finale nach Verlängerung Südkorea mit 0:1 unterlag.
Bei den Olympischen Spielen 2020 in Tokio wurde er gegen Brasilien in der 61. Minute für Ali al-Hassan eingewechselt.